# Тань Сюе
Тань Сюе  (кит.: 譚 雪, 30 січня 1984) — китайська фехтувальниця, олімпійська медалістка.

## Виступи на Олімпіадах
| Олімпіада  | Дисципліна      | Місце |
| ---------- | --------------- | ----- |
| Афіни 2004 | шабля, особисті | 2     |
| Пекін 2008 | шабля, особисті | 5     |
| Пекін 2008 | шабля, командні | 2     |